# Stenopogon rufibarboides
Stenopogon rufibarboides là một loài ruồi trong họ Asilidae. Stenopogon rufibarboides được Bromley miêu tả năm 1937. Loài này phân bố ở vùng Tân Bắc giới.